# Escola Bossche

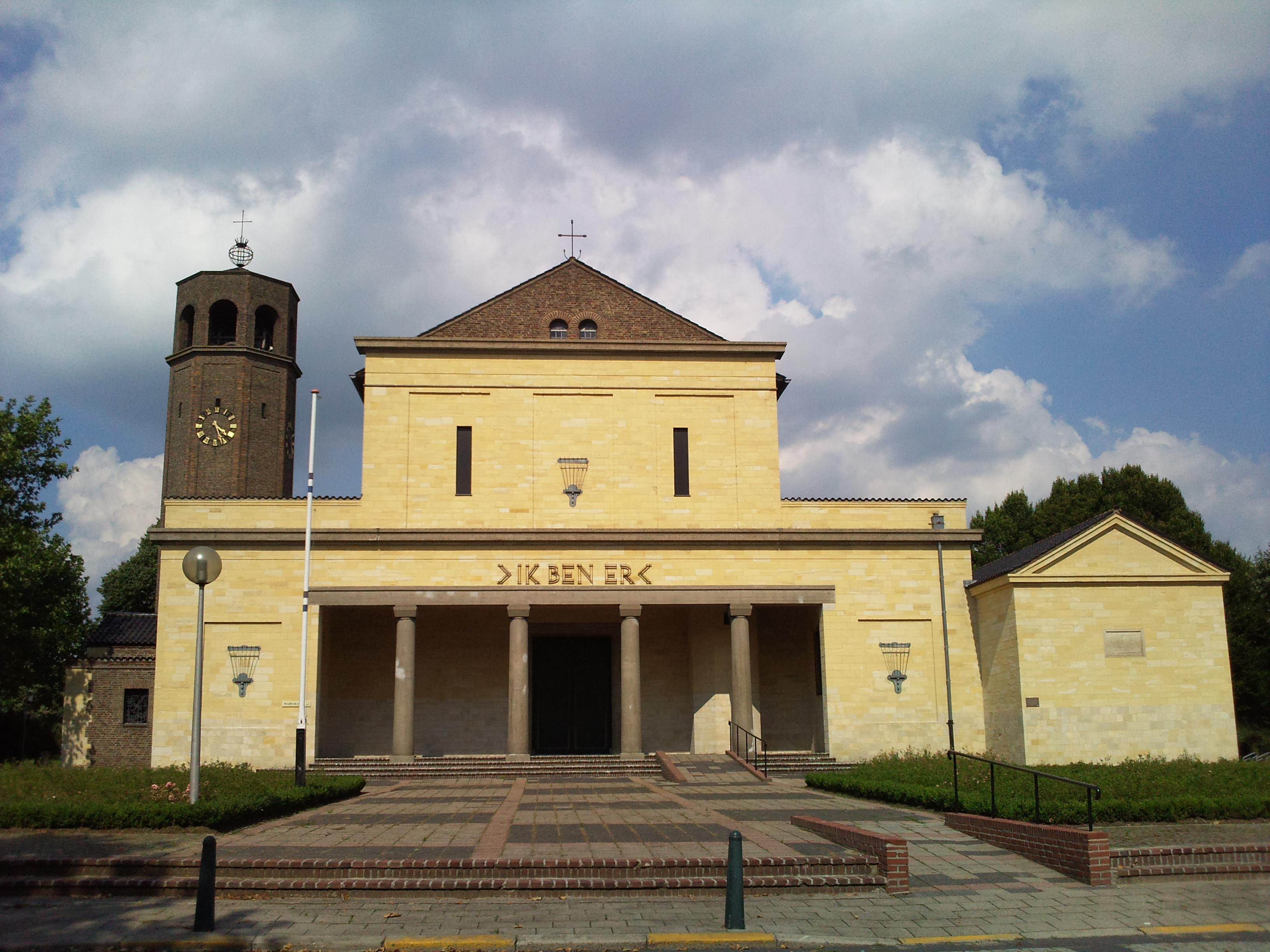
Igreja de São Martinho, Gennep.

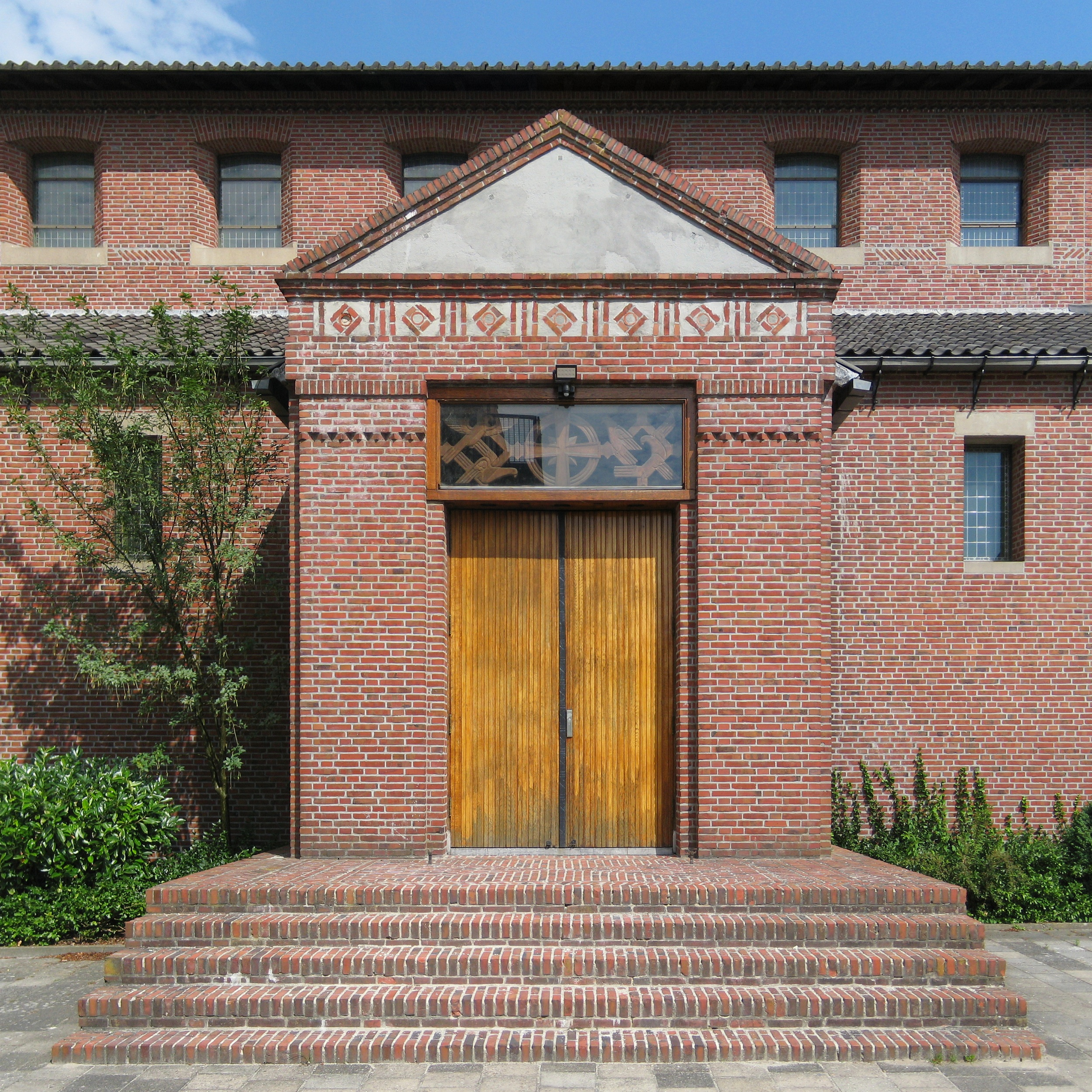
Entrada sul da Igreja do Salvador, Groningen.

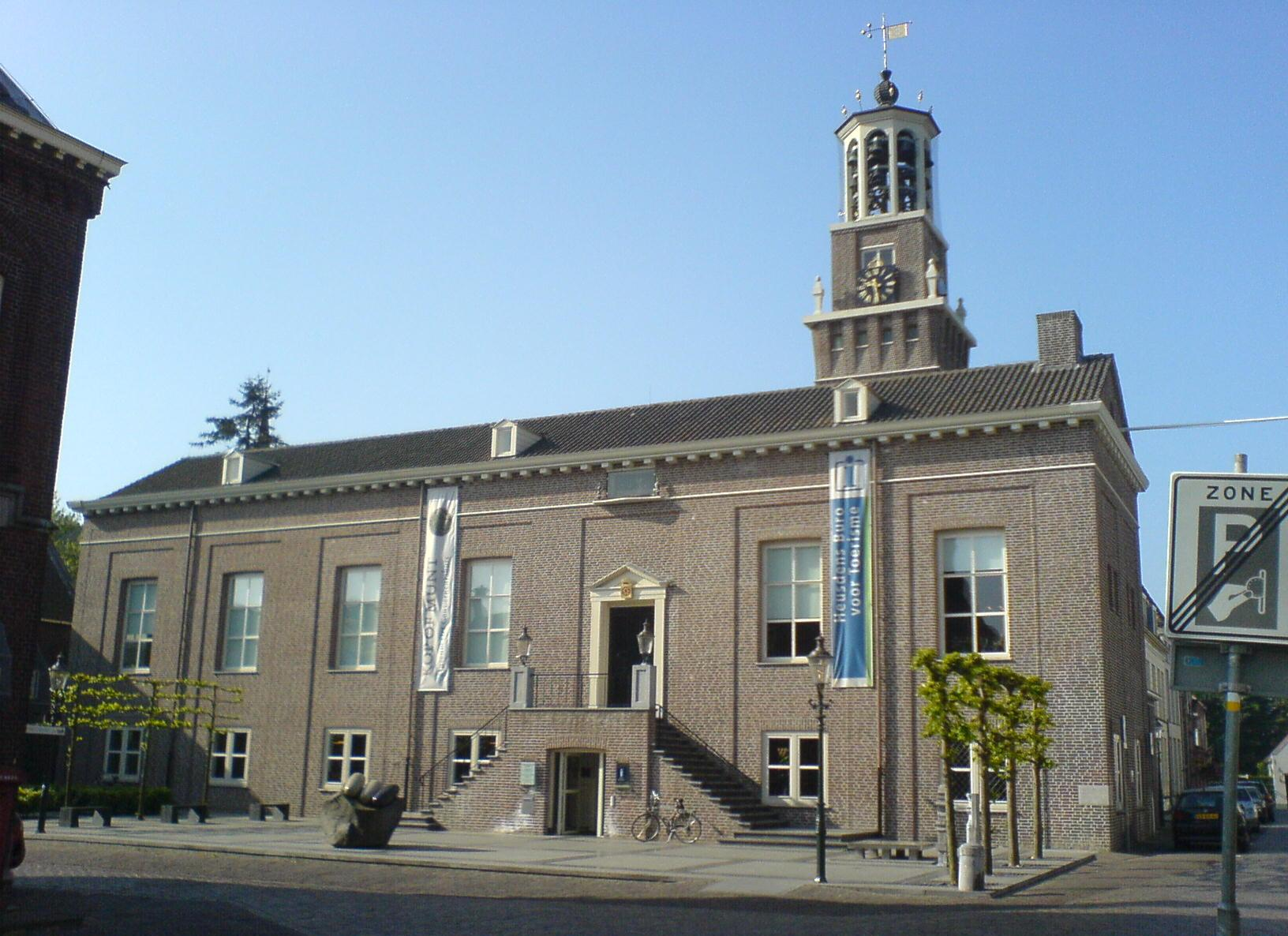
Prefeitura, Heusden.

A Escola Bossche foi um movimento tradicionalista da arquitetura holandesa fortemente baseado em relações numéricas. Surgiu da Escola Delft e teve grande influência no design das igrejas católicas da Holanda.
O nome do movimento veio do Curso de Arquitetura Eclesiástica de três anos, oferecido de 1946 a 1973 no Kruithuis, na 's-Hertogenbosch. O treinamento tinha como objetivo orientar arquitetos durante a reconstrução de igrejas no pós-guerra. Algumas das principais figuras do movimento eram Dom Hans van der Laan, seu irmão Nico van der Laan e C. Pouderoyen.

## Características
Uma característica notável da Escola Bossche é o design sóbrio dos edifícios. As proporções, em particular, eram fixadas pelo chamado número plástico. Os materiais de construção utilizados foram principalmente o tijolo, o concreto e a madeira, isto é, materiais facilmente disponíveis na Holanda, tal como na Itália se utiliza com regularidade o mármore.
Suas igrejas são basicamente basílicas divididas em três partes, inspiradas nas igrejas cristãs primitivas da Itália. As torres também lembram os campanários do norte da Itália. Na segunda metade do século 20 muitas igrejas, mosteiros e casas foram construídas neste estilo, predominantemente no sul da Holanda. Por causa da queda da frequência às missas, um grande número desses edifícios foi ameaçados de demolição, como aconteceu à Igreja de São Willibrord em Almelo, por exemplo.
A Escola Bossche foi a última fase formalmente organizada no desenvolvimento da arquitetura sacra holandesa. Durante as últimas décadas, quando novas igrejas são construídas, arquitetos especializados não eram sido necessariamente chamados, com a arquitetura funcionalista tendo experimentado um quase monopólio nesse período. No entanto, com o crescimento da chamada nova arquitetura clássica, recuperou-se alguma variedade estilística. 

## Exemplos
Uma boa ilustração dos princípios da Escola é fornecida pela Abadia de St. Benedictusberg perto de Vaals, onde Hans van der Laan foi responsável pela construção da igreja, uma cripta e um átrio.
Em Madurodam, um modelo em escala da Igreja de São Martinho, Gennep, é dado como exemplo famoso da Escola Bossche.
Em Heusden, a prefeitura, que foi destruída na Segunda Guerra Mundial pelos ocupantes alemães, foi reconstruída de acordo com os princípios da Escola Bossche, embora não tenha sido de agrado geral da população local, que preferia uma reconstrução completamente fidedigna. 
Em Odiliapeel, a Kruisvindingskerk ("Igreja da Descoberta da Cruz"), do arquiteto Jan de Jong (1959), foi declarada monumento protegido localmente pelo município de Uden .

## Arquitetos
Os arquitetos da Escola Bossche incluem os nomes abaixo, dentre outros:
- Dom Hans van der Laan
- Jan de Jong
- Nico van der Laan
- Evers en Sarlemijn
- Gerard Wijnen
- Fons Vermeulen
- WM van Dael
- AJC van Beurden
- C. Pouderoyen